# ネリア・フォマイ
ネリア・フォマイ（Neria Fomai、1992年2月3日 - ）は、スーパーラグビー・パシフィック、モアナ・パシフィカに所属するラグビーユニオン選手。

## プロフィール
- ニュージーランド・オークランド出身[1]。
- ポジションはウィング(WTB)、センター(CTB)。
- 身長 178cm、体重 98kg
- 7人制サモア代表に選ばれたことがある[2]。
- サモア代表キャップは10(2024年10月現在）でワールドカップ2023のサモア代表に選ばれた[3]。

## 略歴
サウスランド、ホークスベイを経て、2022年、モアナ・パシフィカに加入。